# البزالية
البزالية هي إحدى القرى اللبنانية من قرى قضاء بعلبك في محافظة بعلبك الهرمل.
تقع البزالية في البقاع الشمالي للبنان على طريق حمص بعلبك يحدها من الشمال قرية اللبوة ومن الجنوب شعث ومن الشرق السلسلة الشرقية ومن الغرب حربتا. تتميز قرية البزالية بطيبة اهلها ونموها بسرعة متواترة فهي قرية حديثة العهد تحدى اهلها كل الظروف المعيشية، يعود تسمية البزالية إلى آل البزال الذي أسسوها واول من سكنوها، وينحدر آل البزال البقاعيون من مطهر بن بزال الذي وليّ امرة دمشق سنة 387 هجرية  ، بعد تنحيته عن ولاية دمشق توفي في خراج بعلبك وسكنت عائلته في قرية حربتا لاجيال عديدة متتابعة حتى حصلت مشاكل متعددة مع عائلة بلوط ونزح آل البزال إلى البزالية بعدها. ولعائلة البزال باع طويل في خدمة الوطن حيث قدمت خيرة ابائها شهداء وجرحى ضد العدو الإسرائيلي والتكفيري، كما أنها من القرى الرائدة في محيطها من حيث المستوى العلمي لأبنائها الذين يبلغ عددهم الستة آلاف نسمة(2021)، حيث فيها ما يربو على الخمسين طبيب من مختلف الاختصاصات، كما عشرات الاختصاصات العلمية من مهندسين وممرضين وغيرها من الاختصاصات وحملة الشهادات العلمية موزعين لخدمة اهلهم ووطنهم، وبنسبة لا يستهان بها من موظفي الدولة من كافة القطاعات العسكرية والمدنية.